# イル・バルブ修道院

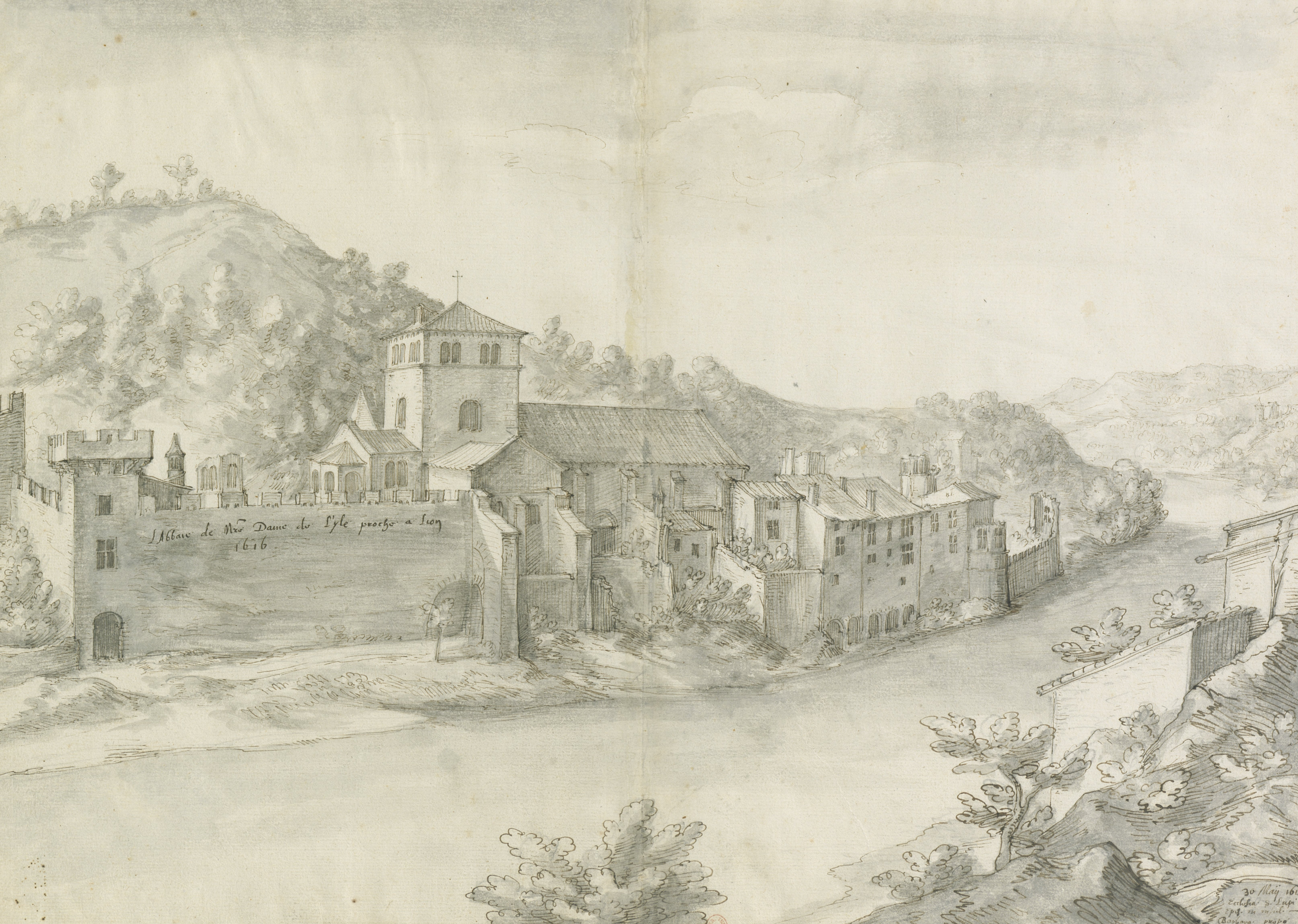
1616年に描かれた旧修道院

イル・バルブ修道院 （Abbaye de l'Île Barbe）は、現在のフランス、リヨン9区（fr）、サン・ランベール・イル・バルブ地区（fr）にあった、かつてのカトリック教会の修道院。

## 歴史
5世紀、ソーヌ川に浮かぶバルブ島に修道院がつくられた。この修道院はリヨネーにおける最初の修道士たちの定住地で、ガリアにおいても古いものの1つだった。カール大帝は修道院に美しい図書館を寄進した。修道院は聖アンデレに捧げられていたが、10世紀以降は聖トゥールのマルティヌスに捧げられた。
修道院は幾度も略奪の対象になった（676年と725年にサラセン人、937年にマジャル人）。9世紀に聖ベネディクトの戒律を採用し、次第に富を得るようになった。816年、ルイ敬虔王は僧院を与えている。
- ソーヌ川、ローヌ川、ドゥー川において、通行料金無料の3隻の船をいかなる時も所有する権利[3]。
- 861年にシャルル2世が確認した、免税特権と僧院に対する保護権[4][5]

14世紀初頭、修道院は貴族のアルボン家が後援する、推薦された修道院長（en、一時的に聖職給を得た）の手に移っていた。
1549年4月、ローマ教皇パウルス3世は修道院を世俗化し、修道士たちを律修司祭とした（教会参事会制度）。
1562年、修道院は荒廃し、アドレ男爵率いる新教徒軍によって焼かれた。
1741年、リヨン大司教ピエール・ゲラン・ド・タンサン（fr）は、リヨンのサン・ジャン大聖堂参事会と参事会を一つにまとめた。
1745年、高齢であったり病弱な聖職者の世話をするために1737年につくられていたサン・ポンサン神学校が、移転された。1782年、施設は順番に廃止され、建物はサン・ジャン大聖堂参事会に再譲渡された。1793年3月20日、修道院の建物すべてが売りに出され、散逸した。
21世紀になって、修道院の面影を残すのはロマネスク様式のノートルダム教会、かつてのサン・ルー教会の一部、宗教的な建築物の痕跡のみである。

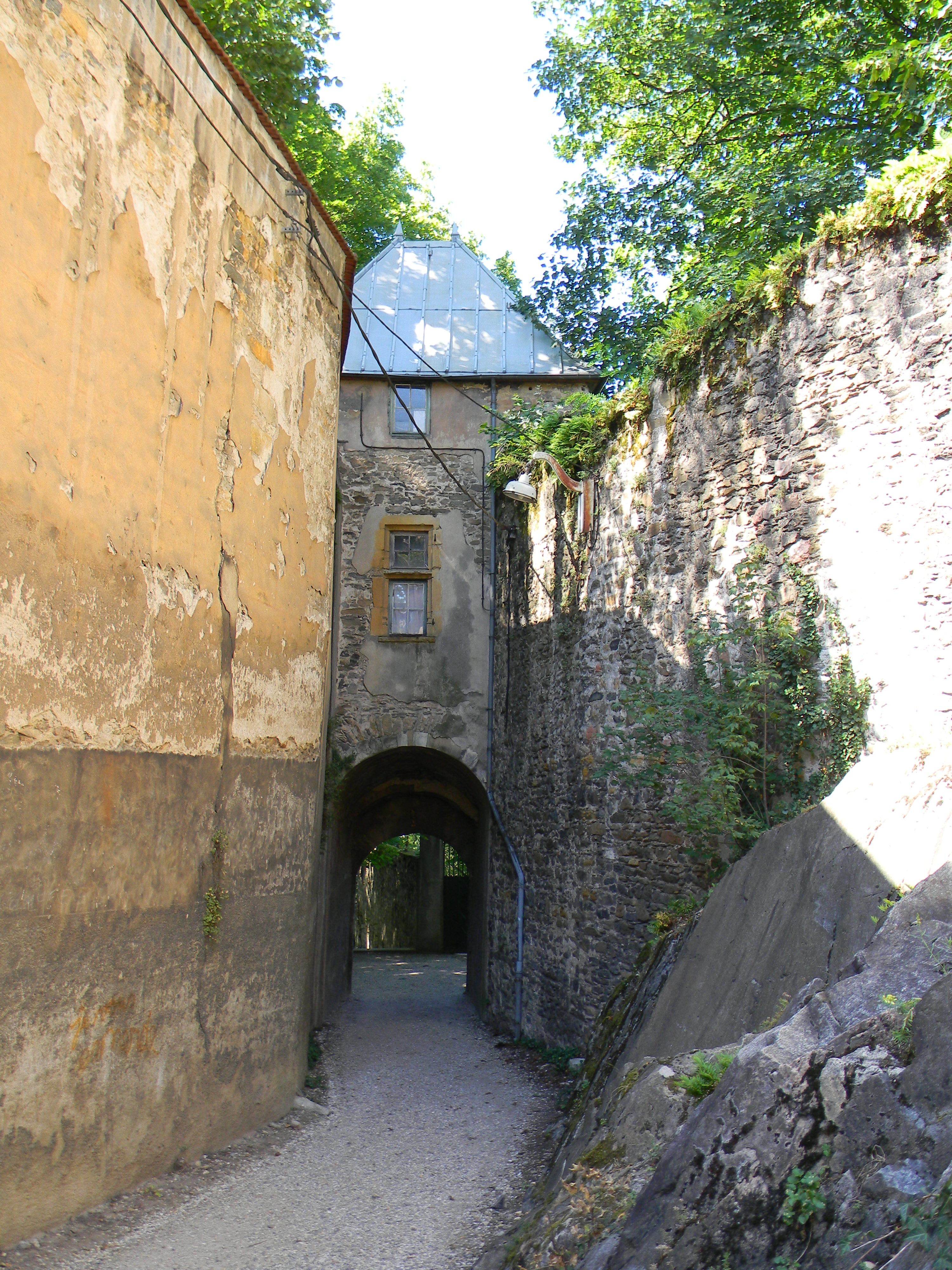
サンタンヌ門
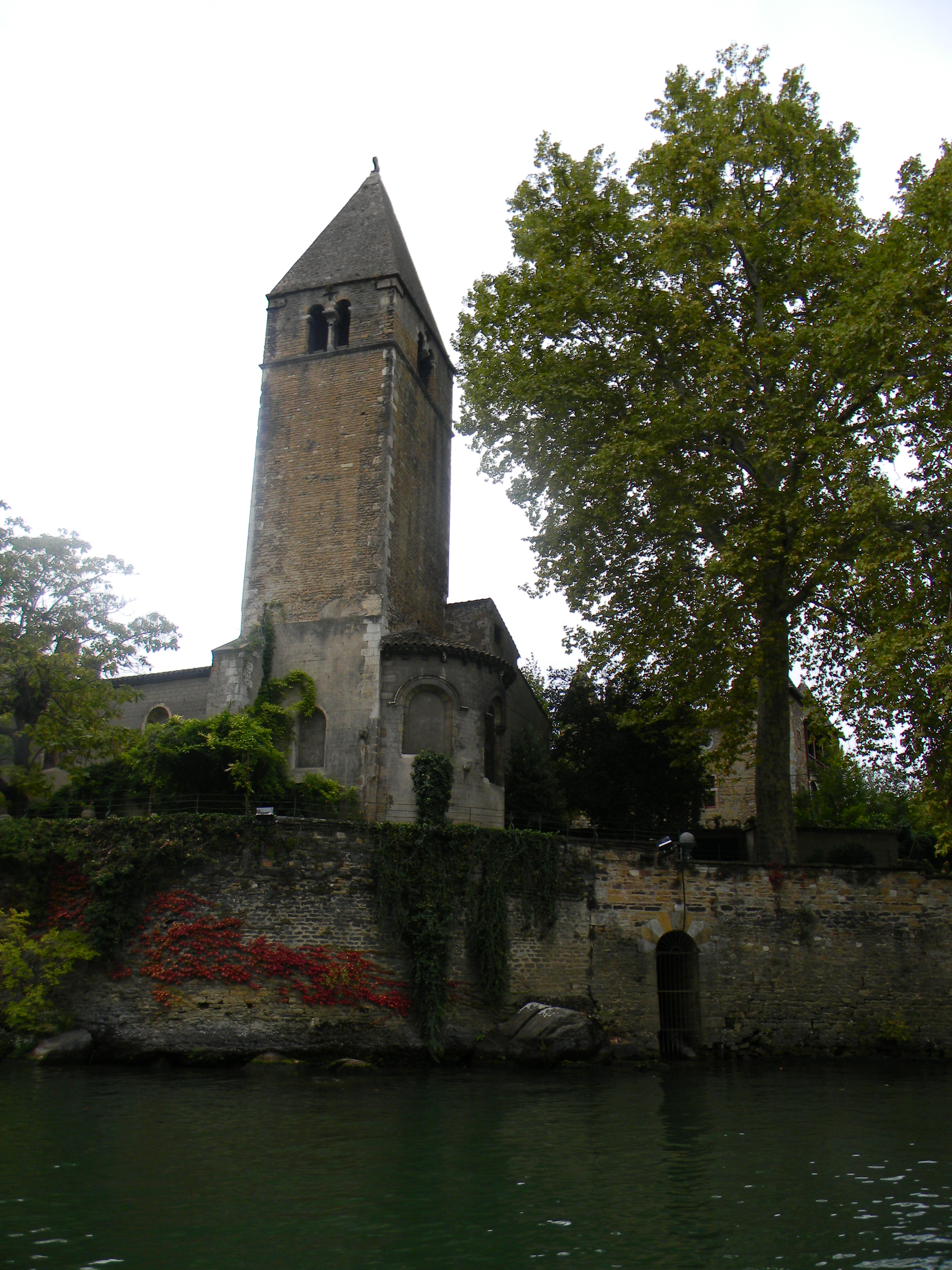
ノートルダム教会鐘楼
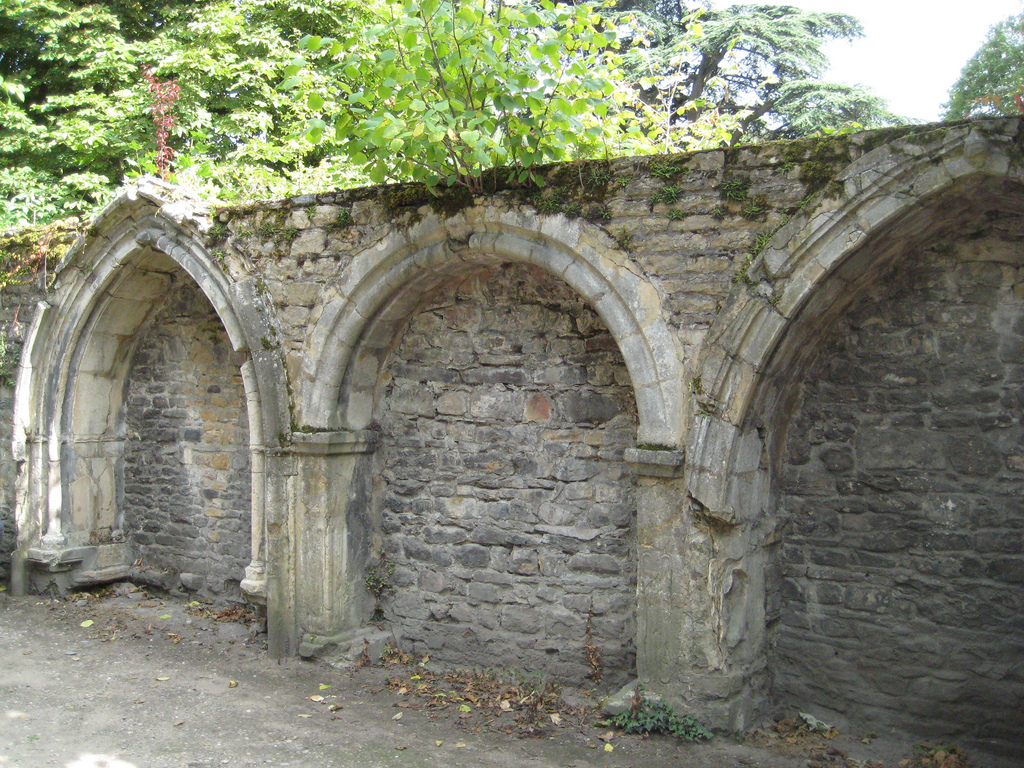
サン・ルー教会のアーケード